# Liste der Biografien/Manv
Liste der Biografien |
Portal Biografien |
Personensuche
# |
A |
B |
C |
D |
E |
F |
G |
H |
I |
J |
K |
L |
M |
N |
O |
P |
Q |
R |
S |
T |
U |
V |
W |
X |
Y |
Z |
?
 
Ma |
Mb |
Mc |
Md |
Me |
Mf |
Mg |
Mh |
Mi |
Mj |
Mk |
Ml |
Mm |
Mn |
Mo |
Mp |
Mq |
Mr |
Ms |
Mt |
Mu |
Mv |
Mw |
Mx |
My |
Mz
 
Maa |
Mab |
Mac |
Mad |
Mae |
Maf |
Mag |
Mah |
Mai |
Maj |
Mak |
Mal |
Mam |
Man |
Mao |
Map |
Maq |
Mar |
Mas |
Mat |
Mau |
Mav |
Maw |
Max |
May |
Maz
 
Mana |
Manb |
Manc |
Mand |
Mane |
Manf |
Mang |
Manh |
Mani |
Manj |
Mank |
Manl |
Mann |
Mano |
Manp |
Manq |
Manr |
Mans |
Mant |
Manu |
Manv |
Manw |
Many |
Manz
Die Liste der Biografien führt alle Personen auf, die in der deutschsprachigen Wikipedia einen Artikel haben. Dieses ist eine Teilliste mit 7 Einträgen von Personen, deren Namen mit den Buchstaben „Manv“ beginnt.

## Manv

### Manve
- Manvell, Roger (1909–1987), britischer Filmwissenschaftler und Schriftsteller
- Manvelov, Alexej (* 1982), schwedischer Schauspieler
- Manvendra, Singh Gohil (* 1965), indischer Prinz
- Mánver, Kiti (* 1953), spanische Schauspielerin

### Manvi
- Manville, Lesley (* 1956), britische SchauspielerinLesley Manville (* 1956)

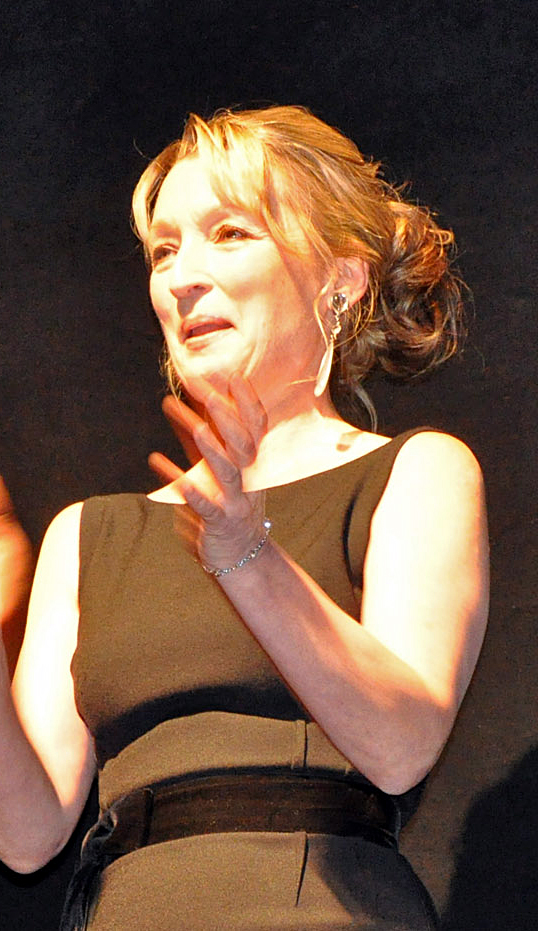
Lesley Manville (* 1956)

- Manville, Tommy (1894–1967), US-amerikanischer Erbe des Johns-Manvilles-Vermögens

### Manvy
- Manvydas († 1348), litauischer Adliger, Sohn des litauischen Großfürsten Gediminas